# 2018 في الصين
فيما يلي قوائم الأحداث التي وقعت خلال عام 2018 في الصين.

## سياسة

### تعيين في المنصب
- 1 يناير – مينغ هونغواي عضو في اللجنة الوطنية لجمهورية الصين الشعبية.

### انتهاء فترة المنصب
- 17 مارس – تشانغ ده جيانغ رئيس اللجنة الدائمة للمجلس الوطني لنواب الشعب [الإنجليزية]‏.

## رياضة
- 4 أغسطس – طواف بحيرة تشينغهاي 2018 الفائزون رادوسلاف روجينا، هيرنان أغيري، فريق مانزانا بوستوبون 2018  [لغات أخرى]‏، Hernando Bohórquez [الإنجليزية]‏، Dušan Rajović [الإنجليزية]‏.
- 14 أكتوبر – طواف بحيرة تايهو 2018 الفائزون UnitedHealthcare 2018  [لغات أخرى]‏، بنيامين ديبول، خوان سباستيان مولانو، بوريس فالي، الكسندر كاتافورد، Imerio Cima [الإنجليزية]‏.
- 21 أكتوبر – طواف قوانغشي 2018 الفائزون سيلفان ديلير، فيليكس جروس شارتنر، جياني موسكون، فابيو جاكوبسن، سيرجي تشيرنيتسكي، أستانا 2018 [الإنجليزية]‏.
- 31 أكتوبر – طواف هاينان 2018 الفائزون Gino Mäder [الإنجليزية]‏، فوستو ماسنادا، Lü Xianjing [الإنجليزية]‏، جوليان الفارس، ريمون كريدر.

## أفلام
من الأفلام التي صدرت هذه السنة في الصين:
- 1 يناير – الهاوية من إخراج ستيفن س. ميلر.
- 16 فبراير – المحقق شيناتاون 2 من إخراج Chen Sicheng [الإنجليزية]‏.
- 16 فبراير – عملية البحر الأحمر من إخراج دانتي لام.
- 20 أبريل – أشعر أنني جميلة من إخراج Marc Silverstein [الإنجليزية]‏، Abby Kohn [الإنجليزية]‏.
- 10 أغسطس – ذا ميغ من إخراج جون تيرتلتوب.

## وفيات

### مارس
- 12 مارس – برنارد مورين (مواليد 1931) عالم رياضيات فرنسي.

### مايو
- 2 مايو – وانج دانفينج (مواليد 1924) ممثلة صينية.
- 22 مايو – إليزابيث سونغ (مواليد 1954) ممثلة أمريكية.
- 27 مايو – عبد الأحد مخدوم التركستاني (مواليد 1930) داعية وعالم مُسلم أويغوري.

### سبتمبر
- 7 سبتمبر – يانغ سايد (مواليد 1921) لواء صيني.
- 12 سبتمبر – شن تشون شان (مواليد 1932) أكاديمي وعالم فيزياء تايواني.
- 15 سبتمبر – شو تشو (مواليد 1930) ممثل صيني.
- 23 سبتمبر – تشارلز كاي كاو (مواليد 1933) عالم فيزياء هونغكونغي أمريكي بريطاني.

### أكتوبر
- 30 أكتوبر – جين جونغ (مواليد 1924) كاتب صيني.

### نوفمبر
- 13 نوفمبر – كين ناريتا (مواليد 1945) مغني ياباني.

### ديسمبر
- 28 ديسمبر – توشيكو فوجيتا (مواليد 1950) مؤدية أصوات ومغنية وقاصة يابانية.
- 29 ديسمبر – رينغو لام (مواليد 1955)